# 머서티드빌

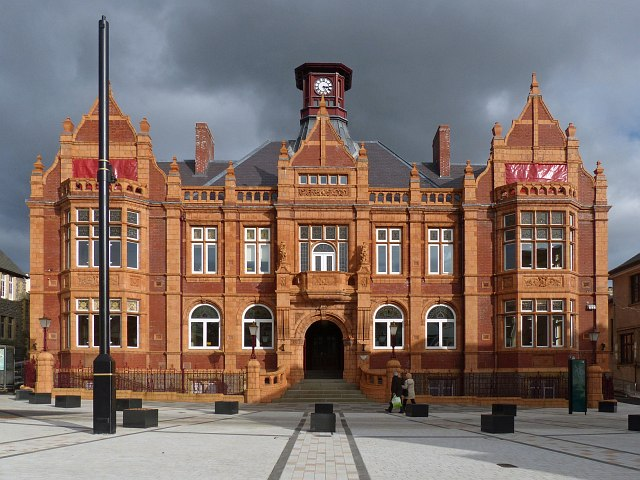

머서티드빌(영어: Merthyr Tydfil, 웨일스어: Merthyr Tudful 메르시르티드빌)은 웨일스 머서티드빌 자치시의 도시로 인구는 62,500명(2011년 기준)이다. 카디프에서 북쪽으로 약 37km 정도 떨어진 곳에 위치한다.